# Schienen-Straßen-Omnibus
Der Schienen-Straßen-Omnibus, auch kurz Schi-Stra-Bus oder im Kursbuch alternativ Straßenschienenomnibus genannt, ist ein Zweiwegefahrzeug für den Personenverkehr auf Eisenbahnstrecken und Straßen. Die Deutsche Bundesbahn (DB) setzte ihn sowohl als Personenzug als auch als Bahnbus ein.

## Das Fahrzeug
Das Fahrzeug ist ein spezieller Omnibus mit allen für den Straßenverkehr notwendigen Einrichtungen. Der Schienen-Straßen-Omnibus war mit einem Dieselmotor von Klöckner-Humboldt-Deutz aus dem Omnibusbau ausgerüstet. Dieser hatte eine Leistung von 88 Kilowatt (120 PS), er ermöglichte eine Geschwindigkeit von 80 km/h auf der Straße und 120 km/h auf Schienen. Die Fahrzeuge boten 43 Sitzplätze und 15 bis 24 Stehplätze.
Der Wagen war ein Einrichtungsfahrzeug, aber entsprechend den Vorschriften für den Schienenverkehr ausgerüstet. So besaß er beidseitig Türen, um auch linksseitige Bahnsteige bedienen zu können, verfügte über eine bahntaugliche Bremse, die über die Spurwagen wirkte, eine Sicherheitsfahrschaltung und eine Notbremseinrichtung. Für den Betrieb auf Eisenbahngleisen wurde der Bus auf zwei zweiachsige Untergestelle – genannt „Spurwagen“ – gesetzt. Dafür besaß der Schienen-Straßen-Omnibus zwei hydraulische Hebevorrichtungen, mit der wechselseitig die vordere und hintere Fahrzeughälfte zum Auf- und Absetzen von den Spurwagen angehoben wurde. Vor der Vorderachse und hinter der Hinterachse befand sich je ein Lager für den Drehzapfen des Spurwagens. Für das Umsetzen wurde ein Rillenschienen-Gleis auf Straßenebene benötigt. Im Schienenbetrieb war die Vorderachse vollständig abgehoben, die Reifen der Hinterräder saßen auf den Schienen auf und sorgten für den Antrieb. Dafür waren spezielle Reifen notwendig und die Spurbreite des Busses betrug an der Hinterachse auch nur 1.500 mm. Während des Wechsels auf und von den Spurwagen blieben die Fahrgäste im Bus.

## Beschaffung

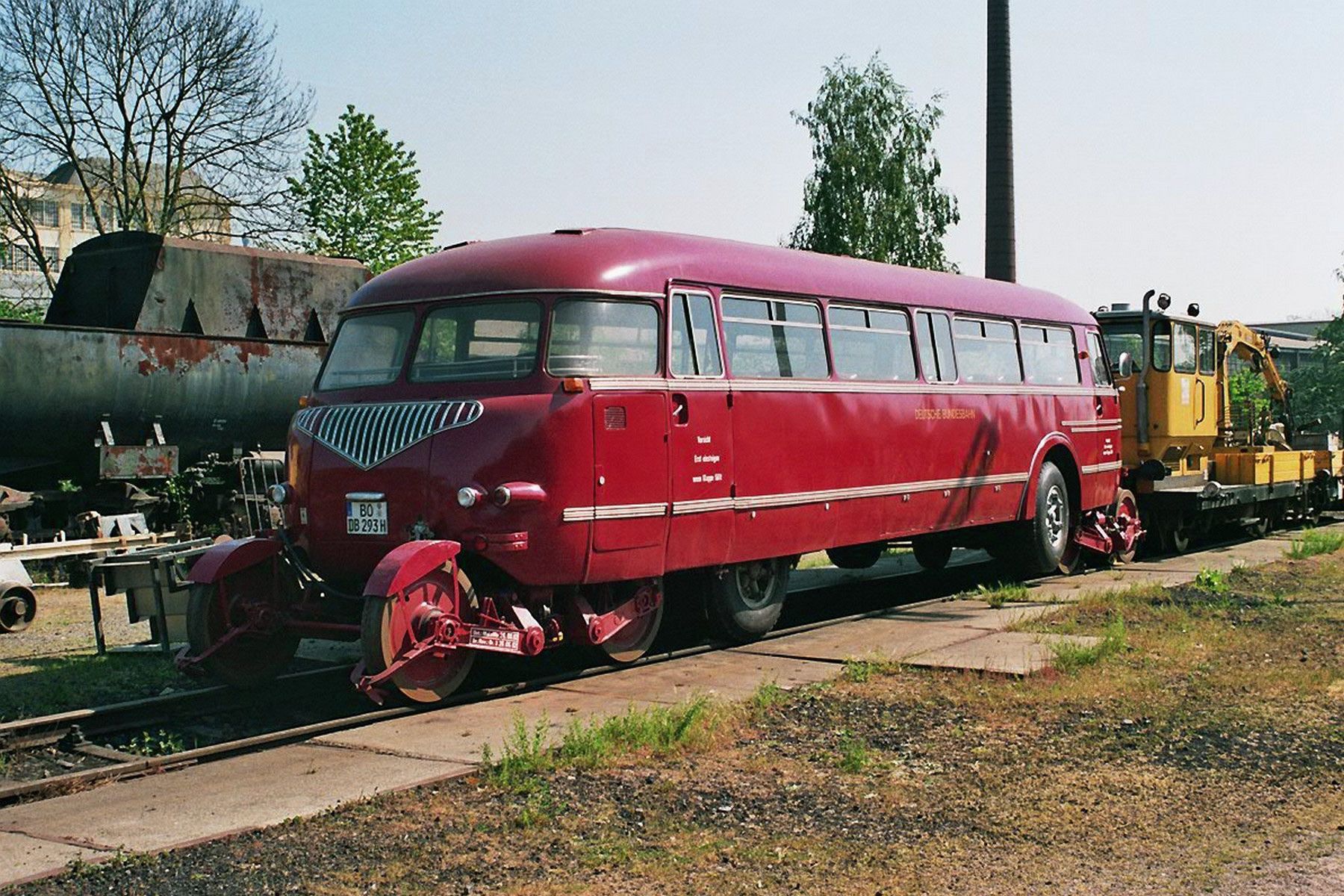
Ansicht von schräg hinten

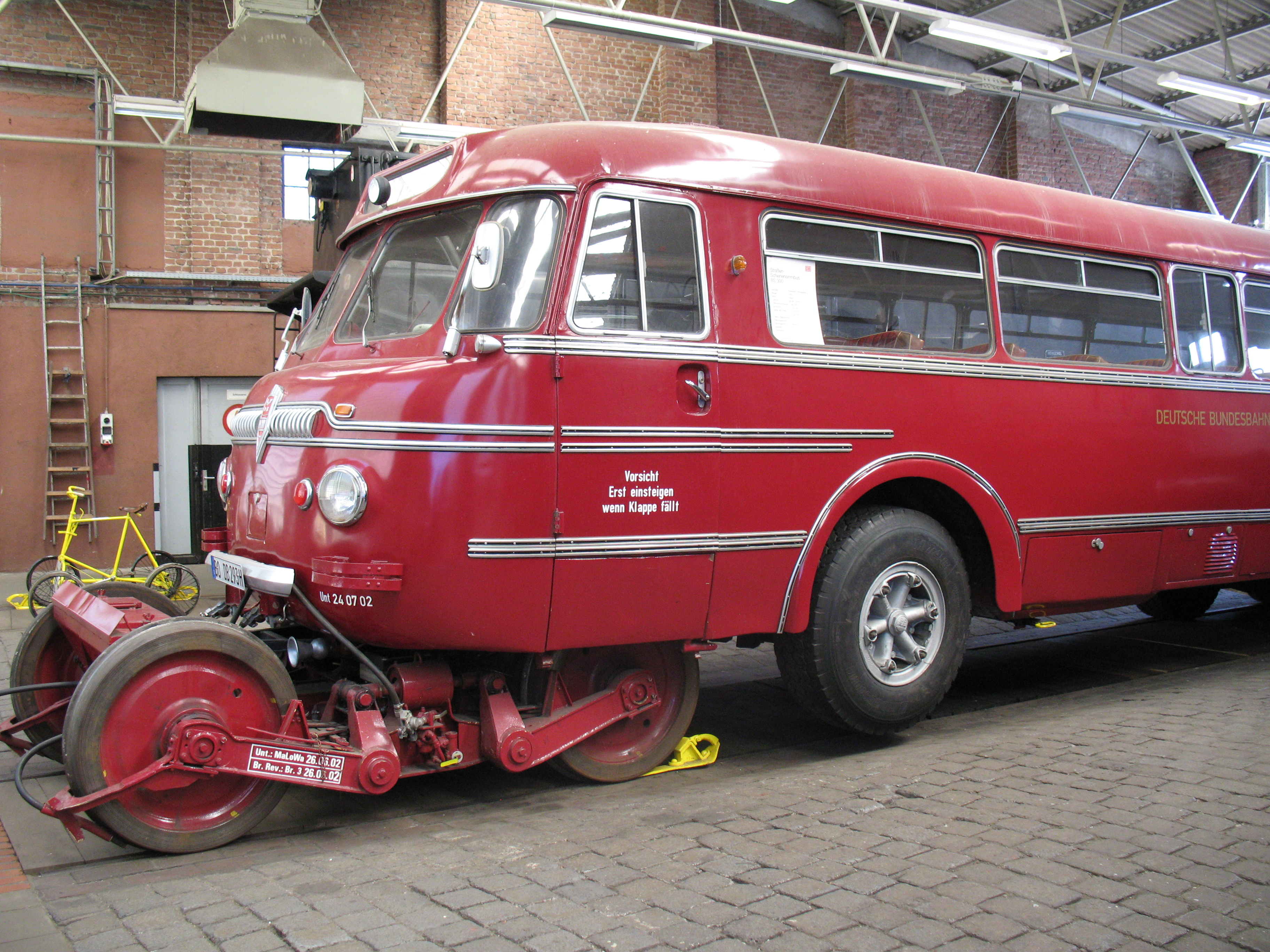
Detailaufnahme

Die Deutsche Bundesbahn bestellte 1951 zwei Prototypen bei der Firma Nordwestdeutscher Fahrzeugbau (NWF) in Wilhelmshaven. Bereits Ende 1951 wurde ein Fahrzeug auf der Strecke Nürnberg–Würzburg vorgeführt und stellte unter Beweis, dass es „innerhalb dreier Minuten von der Landstraße auf die Eisenbahnschienen oder umgekehrt umgesetzt werden kann, ohne daß die Fahrgäste aussteigen müssen“. Die Spurwagen wurden von der Firma Waggon- und Maschinenbau GmbH Donauwörth hergestellt. Die Prototypen wurden 1952 geliefert und erprobt. Kurz darauf folgten drei Serienfahrzeuge, eines wurde im März 1953 auf der Internationalen Automobil-Ausstellung in Frankfurt am Main vorgestellt. 1953 wurden noch weitere 50 Fahrzeuge bestellt. Insgesamt kamen aber nur 15 Wagen auf der Schiene zum Einsatz, die restlichen verkehrten als reine Straßenfahrzeuge.

## Einsatz

### Passau–Wegscheid
Auf der Bahnstrecke Erlau–Wegscheid, die auch zwei Zahnstangenabschnitte einschloss, fanden 1951 Probefahrten statt. Auch diese Steilstrecken schaffte der Schienen-Straßen-Omnibus. Wegen der Schneelage im Winter schien aber ein ganzjähriger Betrieb hier ausgeschlossen.

### Passau–Cham
Die ersten drei Serienfahrzeuge wurden mit Beginn des Sommerfahrplans ab dem 12. Juni 1953 auf der Strecke von Passau nach Cham (Oberpf) eingesetzt:
- Passau–Grafenau: Straße
- Grafenau–Bodenmais: 46,0 km Schiene auf den Bahnstrecken Grafenau–Zwiesel und Zwiesel–Bodenmais
- Bodenmais–Kötzting: Straße
- Kötzting–Cham: 17,8 km Schiene auf der Bahnstrecke Cham–Kötzting

Von den 140,7 km Gesamtstrecke wurden somit 63,8 auf Schienen zurückgelegt. Für das Umsetzen von der Schiene auf die Straße und umgekehrt waren jeweils zehn Minuten eingeplant. Zusätzlich erfolgte ein Fahrtrichtungswechsel im Bahnhof Zwiesel. Die gesamte Reisezeit betrug fünfeinhalb Stunden. Die Verbindung wurde einmal täglich angeboten. Weil es in Cham keine Unterstellmöglichkeit gab, wurde die Verbindung später unter Nutzung der Bahnstrecke Schwandorf–Furth im Wald um 19,2 km bis Furth im Wald verlängert. Hierzu war ein weiterer Fahrtrichtungswechsel in Cham erforderlich.
Die Verbindung im Bayerischen Wald bestand bis zum 1. Juni 1957 und wurde vor allem wegen der im Winter auftretenden Traktionsprobleme aufgegeben. Als einzige der Verbindungen mit dem Schienen-Straßen-Omnibus erhielt sie unter der Nummer 426h, später 423k, eine eigene Fahrplantabelle im Bahn-Kursbuch und war deshalb auch in der beiliegenden Karte mit einer besonderen Signatur eingezeichnet. Die exakte Zuggattung lautete – analog zu den Uerdinger Schienenbussen – To, wobei das "T" für Triebwagen und das "o" für Omnibus stand.  

### Augsburg–Füssen
Seit 1952 betrieb die Deutsche Bundesbahn eine Bahnbuslinie mit herkömmlichen Straßenbussen zwischen Augsburg und Bad Wörishofen über Bobingen, Schwabmünchen, Ettringen und Türkheim. Diese Verbindung sollte nach Füssen verlängert werden, unter anderem aufgrund der Nachfrage durch die Kurgäste. Jedoch gelang es wegen des Widerstands privater Omnibusbetreiber zunächst nicht, die notwendige Konzession zu erwerben.
Um die Verbindung nach Füssen trotzdem zu realisieren, setzte die Bundesbahn ab 23. Mai 1954 einen Schi-Stra-Bus ein, sodass der strittige Abschnitt als Zugfahrt auf der Schiene zurückgelegt werden konnte. Dabei wurde jedoch die Beförderung von Reisenden ausgeschlossen, die nur zwischen Bad Wörishofen und Kaufbeuren fahren wollten.
In Verlängerung der bestehenden Verbindung verkehrte der Bus fortan auf der Straße von Bad Wörishofen weiter bis zum Bahnhof Pforzen, wo er auf die Schiene umgesetzt wurde, und folgte dann der Bahnstrecke Buchloe–Lindau über Kaufbeuren bis zum Bahnhof Biessenhofen. Dort ging das Fahrzeug auf die Bahnstrecke Biessenhofen–Marktoberdorf und schließlich auf die Bahnstrecke Marktoberdorf–Lechbruck über, der es bis zum Bahnhof Roßhaupten folgte. Hier setzte der Bus wieder auf die Straße um und erreichte so schließlich Füssen. In Roßhaupten stand ab Herbst 1954 auch ein Schienenbus der Baureihe VT 95 für den Anschluss nach Lechbruck bereit.
Der Schi-Stra-Bus bediente die Relation Augsburg–Füssen einmal täglich. Von insgesamt 109,6 km wurden dabei 36,4 km auf der Schiene zurückgelegt, also ein Drittel der Gesamtstrecke. Die morgendliche Hinfahrt verließ im Sommer 1955 Augsburg um 07:00 Uhr und erreichte Füssen um 11:10 Uhr nach einer Fahrzeit von drei Stunden und zehn Minuten. Die abendliche Rückfahrt startete in Füssen um 18:15 Uhr und erreichte Augsburg um 21:30 Uhr. Im Kursbuch war die Verbindung unter der Nummer 1405c verzeichnet, fand sich jedoch auch in Tabelle 406c zusammen mit den Zügen zwischen Kaufbeuren und Füssen bzw. Lechbruck.
Der Einsatz des Schi-Stra-Busses zwischen Augsburg und Füssen endete mit Beginn des Sommerfahrplanes 1958. Der Deutschen Bundesbahn war zwischenzeitlich die strittige Konzession erteilt worden, sodass die Verbindung ab dann als reine Straßenlinie geführt werden konnte.

### Koblenz–Betzdorf

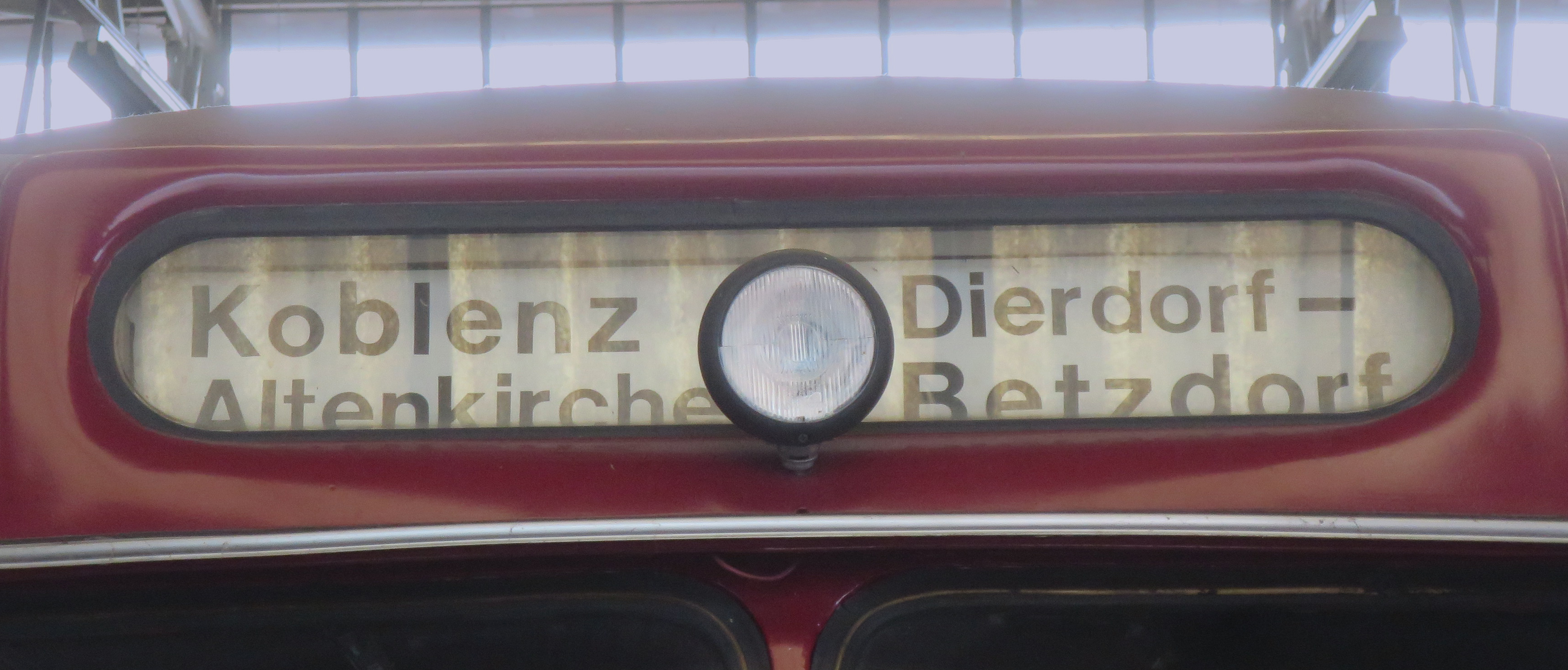
Laufschild

Zum Winterfahrplan 1954/55 wurde die Verbindung Koblenz–Betzdorf eingerichtet. Die Strecke führte von Koblenz auf der Straße nach Dierdorf und von dort über die Bahnstrecke Engers–Au bis Au (Sieg) und weiter auf der Siegstrecke bis Betzdorf. Im Omnibus-Kursbuch war sie unter der Tabellennummer 2254/45 aufgeführt. Diese Relation erwies sich als größter Erfolg dieses Konzepts und bestand deshalb auch am längsten. Oftmals reichte das Angebot an Sitzplätzen für die Zahl der Reisewilligen nicht aus. Eine Fahrt dauerte zweieinhalb Stunden. Diese war die einzige Verbindung, auf der zwei Fahrten pro Tag und Richtung angeboten wurden. Die letzte planmäßige Fahrt am 27. Mai 1967 besiegelte das Ende des Schienen-Straßen-Omnibusses.

### Wutachtalbahn
Die Wutachtalbahn war aus militärstrategischen Gründen errichtet worden. Der Mittelabschnitt zwischen Weizen und Blumberg überwand hier, aufgrund von Steigungen, eine Distanz von 9,6 km Luftlinie mit einer Bahnstrecke von 24,7 km Länge. Das Betriebsergebnis war, wie beim Bau bereits erwartet, stark negativ, da die Preise der Fahrkarten sich an der Streckenlänge, nicht an der Luftliniendistanz orientierten. Der Verkehr auf der Straße war schneller und preiswerter. In der Nachkriegszeit, als die militärstrategische Bedeutung der Strecke entfiel, wurde im Mittelabschnitt 1955 der Schienenverkehr eingestellt, die weiterführenden Streckenabschnitte im Norden und Süden aber weiterhin mit Schienenverkehr bedient, was zweimaliges Umsteigen im Bahnhof Weizen sowie im Bahnhof Blumberg-Zollhaus bedeutete. Diese Umstiege wollte man den Fahrgästen ersparen, weshalb die Deutsche Bundesbahn den Schi-Stra-Bus auf der parallel verlaufenden Bundesstraße 314 einsetzte. Die Erfahrungen mit dem Zweiwegefahrzeug waren allerdings so schlecht, dass dessen Einsatz mit dem Fahrplanwechsel im Dezember 1955 endete.

### Weitere Einsätze
Es gab weitere, jeweils nur kurze Einsätze, beispielsweise von Bernkastel nach Remagen 1954, über die Schwarzwaldbahn (Baden) nach Immendingen oder zwischen Mai 1953 und November 1955 von Waldshut über die Hochrheinbahn.

## Probleme
Die Fahrzeuge waren wenig flexibel im Einsatz. Ein Wechsel zwischen Schiene und Straße war nur an Bahnhöfen möglich, die entsprechend ausgerüstet und an denen Spurwagen verfügbar waren. Bei größerem Fahrgastandrang war es nicht möglich, die Kapazitäten zu erhöhen. Die Federung litt unter dem hohen Gewicht der Hydraulik-Hebevorrichtung.
Die NWF entwickelte zwar noch ein Fahrzeug, das integrierte klappbare Räder hatte, um nicht mehr auf die schwerfälligen Spurwagen angewiesen zu sein, dieses Fahrzeug fand aber bei der Deutschen Bundesbahn kein Interesse. Eine Weiterentwicklung unterblieb durch den Konkurs des Unternehmens.

## Erhalten gebliebenes Fahrzeug
Ein Fahrzeug mit zwei Spurwagen befindet sich im Eigentum der Stiftung Eisenbahnmuseum Bochum und ist dort ausgestellt, dieses Fahrzeug ist betriebsfähig. Allerdings beschränkt die Zulassung des Eisenbahn-Bundesamtes den Einsatz heute: Tunneldurchfahrten und Begegnungsverkehr auf  mehrgleisigen Strecken sind nicht zugelassen. Das Umsetzen zwischen Straße und Schiene wird gelegentlich bei größeren Veranstaltungen vorgeführt.

## Sonstiges
Bei Einführung der computerlesbaren Fahrzeugnummern zum 1. Januar 1968 wurde für den Schienen-Straßen-Omnibus noch die Baureihennummer 790 vergeben, jedoch waren zum Stichtag bereits alle Fahrzeuge ausgemustert.

## Ähnliche Fahrzeuge bei anderen Bahnen

### Frankreich
In den frühen 1940er Jahren entwickelte der Ingenieur Talon ein System, bei dem ein normaler Straßenbus auf Schienen verkehrte und dabei einen leichten Beiwagen des Standardtyps „Decauville“ ziehen konnte. Der Bus fuhr über eine spezielle Rampe auf zwei Spurwagen, wonach die vorderen Räder die Schienen nicht mehr berührten, die inneren der hinteren Doppelräder aber den Kontakt zum Gleis behielten. Wenigstens eines dieser mit Holzgas betriebenen Fahrzeuge kam im Sommer 1943 auf der 54 km langen Bahnstrecke der Compagnie Carcassonnaise de Transports en Commun (C.C.T.C.) von Carcassonne nach Quillan zum Einsatz.

### Japan

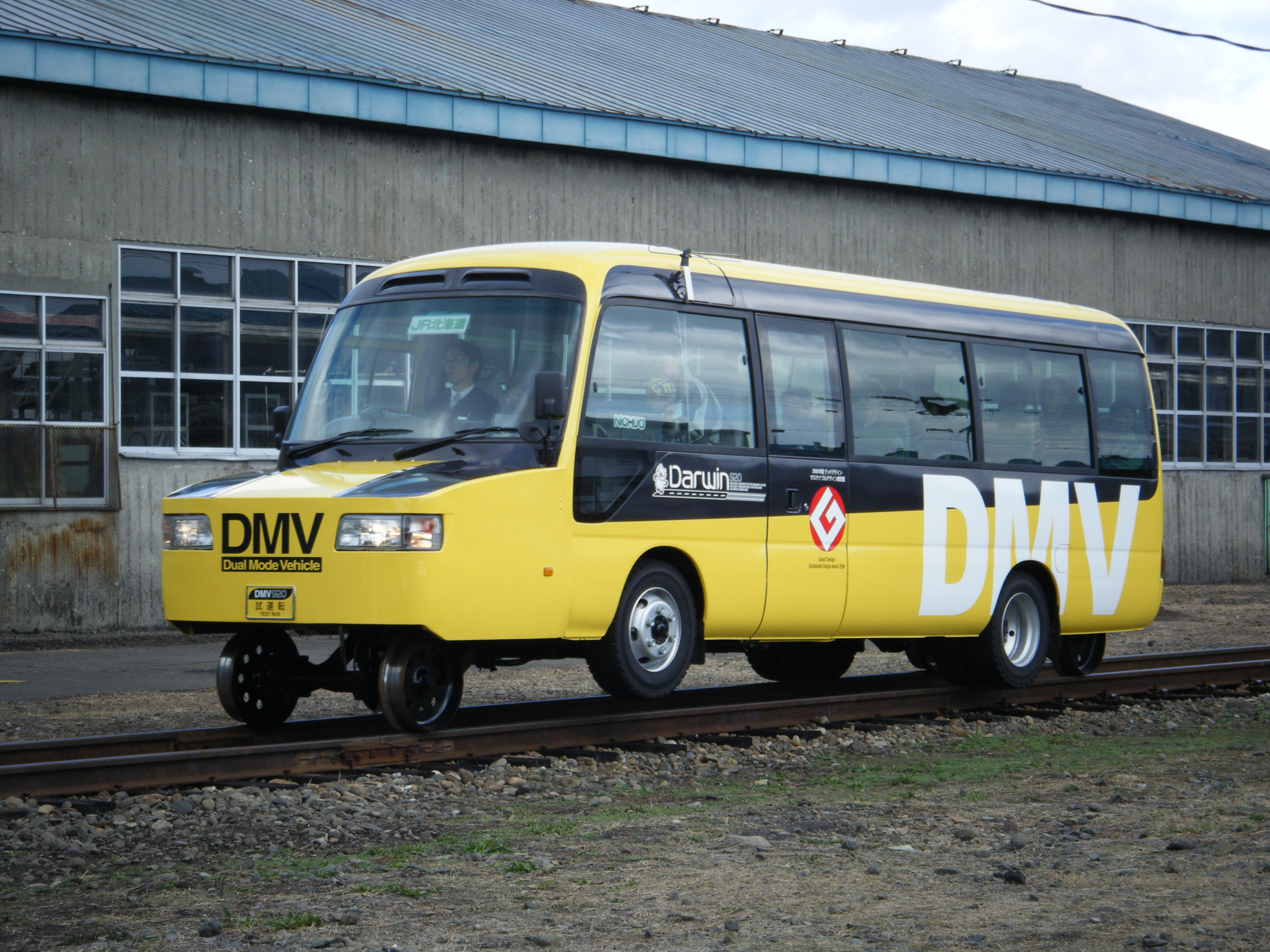
Japanischer DMV

Auch in Japan wurden Schiene-Straßen-Omnibusse unter der Bezeichnung „DMV“ (Dual-mode vehicle) entwickelt. Das aus Minibussen des Typs Toyota Coaster umgebaute Modell DMV920 benötigt keine externen Drehgestelle mehr; die beiden mitgeführten Achsen werden beim Eingleisen nur abgesenkt.
Verwendet werden diese Fahrzeuge seit Ende 2021 bei der Asa Coast Railway, deren Strecke, die Asatō-Linie, in Awa-Kainan an die Mugi-Linie der Shikoku Railway Company anschließt und nach Kannoura führt.

### USA
In den Vereinigten Staaten wurde in der zweiten Hälfte der 1960er Jahre mit einem derartigen System experimentiert. Zwei Dieselbusse der Red Arrow Lines wurden so umgebaut, dass sie auch auf Schienen fahren konnten.